# トカゲ科
トカゲ科（トカゲか、Scincidae）は、爬虫綱有鱗目に含まれる科。別名スキンク科。

## 形態
胴体は円筒形で頸部との境目は不明瞭で、全身が光沢のある滑らかな鱗で覆われる種が多い。四肢が小さい種が多く、地中棲の種では地面に潜りやすくするため四肢がさらに小型化して平たくなったり完全に退化した種もいる。

## 分類
かつては1600種程度を含んでいたが、2014年の分類再編により273種に限定されている。広義のトカゲ科についてはスキンク下目を参照。
以下の和名は（疋田, 1993）に従う
- アンフィグロスストカゲ属 Amphiglossus
- Androngo
  - Androngo trivittatus
- バークディアトカゲ属 Barkudia
- ブラキメデレストカゲ属 Brachymeles
- Chabanaudia
  - Chabanaudia boulengeri
- カラカネトカゲ属 Chalcides オオアシカラカネトカゲ・エジプトクサビスキンク
- セイロンヨツユビトカゲ属
  - Chalcidoseps thwaitesi
- Eumeces
- Eurylepis
- アリノストカゲ属 Feylinia
- Gongylomorphus属
  - Gongylomorphus bojerii
- Hakaria
  - Hakaria simonyi
- セーシェルヒメスキンク属 Janetaescincus
- Jarujinia
  - Jarujinia bipedalis
- Madascincus
- アフリカアシナシスキンク属 Melanoseps
- Mesoscincus
- ネシアトカゲ属 Nessia
- ヘビガタスナトカゲ属 Ophiomorus
- セーシェルスキンク属 Pamelaescincus
  - Pamelaescincus gardineri
- パラコンティアストカゲ属 Paracontias
- トカゲ属 Plestiodon
- Proscelotes
- ニセアコンティアストカゲ属 Pseudoacontias
- ヒレアシスキンク属 Pygomeles
- ヒメジムグリトカゲ属 Scelotes
- ネコメスキンク属 Scincopus
  - Scincopus fasciatus
- スナトカゲ属 Scincus
- ブーランジェアシナシスキンク属 Scolecoseps
- セプシナトカゲ属 Sepsina
- セプソフィストカゲ属
  - Sepsophis punctatus
- Sirenoscincus
- メクラジムグリスキンク属 Typhlacontias
- マダガスカルトカゲ属 Voeltzkowia